# Каша
Каша је јело од житарица, које се добије прокувавањем зрна житарица у млеку или води. Често се кува или сервира са додатним аромама као што су шећер, мед, (сушено) воће или сируп да би се направиле заслађене житарице, или се може помешати са зачинима, месом или поврћем да би се направило слано јело. Обично се служи врућа у чинији, у зависности од његове конзистенције. Овсена каша је једна од најчешћих врста каша.
Каша се често једе у средњој и источној Европи (највише у Русији, Украјини и Пољској) и у Сједињеним Америчким Државама. У словенској Европи, назив се односи на кашу у целини, а може бити од хељде или неке друге житарице као што су: пшеница, јечам, зоб, просо, раж и друге. Каша је једно од најстаријих познатих јела у средњоевропској и источноевропској кухињи, последњих хиљаду година.
Хељдина каша има изузетно високу биолошку вредност и искористивост беланчевина. Организам може да искористи 74% беланчевина из хељде, а има нарочито висок садржај лизина који је врло битан за искористивост и претарање беланчевина. Зобена каша је саставни део јеловника многобројних нутрициониста, спортиста и поборника здравог начина живота, јер су њене благодети многобројне.

## Конвенционалне употребе
Каша се једе за било који оброк у току дана. Она се такође конзумира у многим културама као обична ужина и често је једу спортисти.

## Исхрана
Необогаћена каша (као што је овсена каша), кувана кључањем или у микроталасној пећници, састоји се од 84% воде и садржи 12% угљених хидрата, укључујући 2% дијететских влакана и по 2% протеина и масти (табела). У референтној количини од 100 грама, кувана каша обезбеђује 71 калорију и садржи 29% дневне вредности (ДВ) за манган и умерен садржај фосфора и цинка (11% ДВ сваки), без других микронутријената у значајном садржају (табела).

### Здравствени ефекат
Један преглед из 2014. је утврдио да дневни унос од најмање 3 грама бета-глукана из овса снижава ниво укупног холестерола и холестерола липопротеина ниске густине за 5–10% код људи са нормалним или повишеним нивоом холестерола у крви. Бета-глукан снижава холестерол тако што инхибира производњу холестерола, иако је смањење холестерола веће код људи са вишим укупним холестеролом и ЛДЛ холестеролом у крви. У Сједињеним Државама, Управа за храну и лекове издала је коначну одлуку 2015. године у којој се наводи да прехрамбене компаније могу да дају здравствене тврдње на етикетама хране за производе који садрже растворљива влакна из целог овса (овсене мекиње, овсено брашно и ваљани зоб), уз напомену да 3,0 грама растворљивих влакана дневно из ове хране може смањити ризик од срчаних обољења. Да би се квалификовала за здравствену тврдњу, храна која садржи зоб мора да садржи најмање 0,75 грама растворљивих влакана по порцији.

## Варијетети

### Овас
- Овсена каша, традиционална и уобичајена у енглеском говорном подручју, Немачкој и нордијским земљама.[11] Овсена каша је пронађена у стомаку 5.000 година старих неолитских мочварних тела у средњој Европи и Скандинавији.[12] Сорте овсене каше укључују:
  - Крупа, каша направљена од непрерађеног овса или пшенице.
  - Груел, врло ретка каша, често се пије уместо да се једе.
  - Јод Керч, традиционална овсена каша са северозапада Француске, првенствено Бретање, направљена од овса, путера и воде или млека.[13]
  - Овсјанка, источноевропски (Русија, Пољска, Белорусија, Украјина) традиционални доручак направљен од врућег млека, овса, а понекад и са шећером и путером.
  - Каша направљена од ваљаног овса или млевених овсених пахуљица уобичајена је у Великој Британији, Ирској, Аустралији, Новом Зеланду, Северној Америци, Финској и Скандинавији. Позната је као једноставно „пориџ” или, чешће у Сједињеним Државама и Канади, „овсена каша”. У САД се зобена и пшенична каша понекад могу назвати „врућим житарицама“. Ваљани зоб се обично користи у Енглеској, овсена каша у Шкотској и резани овас у Ирској.[14] У Краљевској морнарици током Наполеонових ратова, кувари су правили бургу за војску за доручак, од крупне овсене каше и воде.[15][16]
  - Пориџ (париџ) - англофонски карипски (Гвајана, Јамајка, Тринидад итд). Такође јепознат као Пап. Најчешћи тип је од кукурузног брашна, а увек се прави са млеком. Сорте укључују овсене пахуљице, рендани зелени плантан, јечам, крем од пшенице, саго (тапиока). Овсена каша је често зачињена циметом, мушкатним орашчићем, смеђим шећером или есенцијом бадема.
  - Стирабут - ирска каша, традиционално направљена мешањем зоби у кључалу воду
  - Терци де оваз, традиционална овсена каша у Румунији.
  - Забкаса, традиционална овсена каша у Мађарској.

#### Врсте овса
Овас за кашу може бити цео (крупа), исечен на два или три дела (при чему се каша назива „игластоглава”, „челично исечена” или „груба”), млевена у средње или фине овсене пахуљице или кувана на пари и умотана у љуспице различите величине и дебљине (зване „ваљана зоб”, а највећа величина је "џамбо"). Што су већи комади овса коришћени, то је добијена каша више текстуре. Сматра се да се због њихове величине и облика, тело разлаже резану зоб спорије од ваљаног овса, смањујући скокове шећера у крви и чинећи да се особа дуже осећа ситом. Амерички вебсајт Consumer Reports тврди да што је потребно више кувања, то је јачи укус овса и мање је кашаста текстура.

## Историја
Историјски гледано, каша је била основна храна у великом делу света, укључујући Европу, Африку и Азију, и остала је основна храна у многим деловима света, постајући уобичајена у пољопривредним друштвима која се баве узгојем житарица почевши од неолита па надаље. Ово јело је традиционално блиско повезано са Шкотском, вероватно зато што се овас може успешно узгајати на маргиналним планинским земљиштима. Године 1775, др Самјуел Џонсон је написао да је овас „зрно које се у Енглеској углавном даје коњима, али у Шкотској одржава народ“. Овас је унет у Шкотску око 600. године, али трагови јечмене каше пронађени су у лонцима ископаним на Спољним Хебридима који су датирани пре 2.500 година.

### Северна Европа
Историјски гледано, каша је била основна храна у већем делу северне Европе и Русије. Често се правио од јечма, мада су се могле користити и друге житарице и жути грашак, у зависности од локалних услова. То је првенствено било слано јело, са месом, коренастим усевима, поврћем и зачинским биљем ради укуса. Каша се може кувати у великом металном котлићу на врелом угљу или загревати у јефтинијој земљаној посуди додавањем врелог камења до врења. Све док квасни хлеб и пећи за печење нису постали уобичајени у Европи, каша је била типичан вид припреме житарица за трпезу.
Каша је такође уобичајено коришћена као затворски доручак за затворенике у британском затворском систему током 19. века и почетком 20. века, тако да је „јести кашу“ постао жаргонски израз за затворску казну.